# Produktregeln
Produktregeln används inom matematisk analys för att finna derivatan av produkten av två eller flera funktioner. För två funktioner kan regeln formuleras som
{\displaystyle (f\cdot g)'=f'\cdot g+f\cdot g'}
eller med Leibniz notation
{\displaystyle {\dfrac {d}{dx}}(u\cdot v)={\dfrac {du}{dx}}\cdot v+u\cdot {\dfrac {dv}{dx}}}
Med differentialnotation, kan detta skrivas som
{\displaystyle d(uv)=u\,dv+v\,du}
Med Leibniz notation, är derivatian av tre funktioner
{\displaystyle {\dfrac {d}{dx}}(u\cdot v\cdot w)={\dfrac {du}{dx}}\cdot v\cdot w+u\cdot {\dfrac {dv}{dx}}\cdot w+u\cdot v\cdot {\dfrac {dw}{dx}}}
vilket kan generaliseras till k funktioner {\displaystyle f_{1},\dots ,f_{k}}:
{\displaystyle {\frac {d}{dx}}\left[\prod _{i=1}^{k}f_{i}(x)\right]=\sum _{i=1}^{k}\left(\left({\frac {d}{dx}}f_{i}(x)\right)\prod _{j\neq i}f_{j}(x)\right)=\left(\prod _{i=1}^{k}f_{i}(x)\right)\left(\sum _{i=1}^{k}{\frac {f'_{i}(x)}{f_{i}(x)}}\right)}

## Exempel
Tillämpa produktregeln för att derivera 
{\displaystyle x^{2}\sin(x)}
Med
{\displaystyle f(x)=x^{2}\quad \Rightarrow \quad f'(x)=2x}
{\displaystyle g(x)=\sin(x)\quad \Rightarrow \quad g'(x)=\cos(x)}
ger produktregeln för två funktioner
{\displaystyle (f\cdot g)'=f'\cdot g+f\cdot g'=2x\sin(x)+x^{2}\cos(x)}

## Bevis
Antag h(x)  =  f(x)g(x) och att f och g båda är differentierbara i x. Vi vill visa att h är differentierbar i x och att dess derivata ges av 
{\displaystyle h'(x)=f'(x)g(x)+f(x)g'(x)}
För att åstadkomma detta, adderas
{\displaystyle f(x)g(x+\Delta x)-f(x)g(x+\Delta x)}
(vilket är noll och således inte ändrar värde) till täljaren för att möjliggöra dess faktorisering och sedan tillämpas egenskaper hos gränsvärden.
{\displaystyle {\begin{aligned}h'(x)&=\lim _{\Delta x\to 0}{\frac {h(x+\Delta x)-h(x)}{\Delta x}}\\[5pt]&=\lim _{\Delta x\to 0}{\frac {f(x+\Delta x)g(x+\Delta x)-f(x)g(x)}{\Delta x}}\\[5pt]&=\lim _{\Delta x\to 0}{\frac {f(x+\Delta x)g(x+\Delta x)-f(x)g(x+\Delta x)+f(x)g(x+\Delta x)-f(x)g(x)}{\Delta x}}\\[5pt]&=\lim _{\Delta x\to 0}{\frac {{\big [}f(x+\Delta x)-f(x){\big ]}\cdot g(x+\Delta x)+f(x)\cdot {\big [}g(x+\Delta x)-g(x){\big ]}}{\Delta x}}\\[5pt]&=\lim _{\Delta x\to 0}{\frac {f(x+\Delta x)-f(x)}{\Delta x}}\cdot \underbrace {\lim _{\Delta x\to 0}g(x+\Delta x)} _{\text{* Se anmärkning nedan}}+\lim _{\Delta x\to 0}f(x)\cdot \lim _{\Delta x\to 0}{\frac {g(x+\Delta x)-g(x)}{\Delta x}}\\[5pt]&=f'(x)g(x)+f(x)g'(x)\end{aligned}}}

* Det faktum att
{\displaystyle \lim _{\Delta x\to 0}g(x+\Delta x)=g(x)}
kan härledas från satsen att differentierbara funktioner är kontinuerliga.